# Liste der Biografien/Cec
Liste der Biografien |
Portal Biografien |
Personensuche
# |
A |
B |
C |
D |
E |
F |
G |
H |
I |
J |
K |
L |
M |
N |
O |
P |
Q |
R |
S |
T |
U |
V |
W |
X |
Y |
Z |
?
 
Ca |
Cb |
Cc |
Ce |
Ch |
Ci |
Cj |
Ck |
Cl |
Cm |
Cn |
Co |
Cr |
Cs |
Ct |
Cu |
Cv |
Cw |
Cy |
Cz
 
Cea |
Ceb |
Cec |
Ced |
Cee |
Cef |
Ceg |
Ceh |
Cei |
Cej |
Cek |
Cel |
Cem |
Cen |
Ceo |
Cep |
Cer |
Ces |
Cet |
Ceu |
Cev |
Cey |
Cez
Die Liste der Biografien führt alle Personen auf, die in der deutschsprachigen Wikipedia einen Artikel haben. Dieses ist eine Teilliste mit 191 Einträgen von Personen, deren Namen mit den Buchstaben „Cec“ beginnt.

## Cec

### Cecc
- Cecca, Fabrizio (1956–2014), italienischer Paläontologe und Jazzmusiker (Kontrabass, Komposition)
- Cecca, Sandro (* 1948), italienischer Filmregisseur und Drehbuchautor
- Ceccaldi, Daniel (1927–2003), französischer SchauspielerDaniel Ceccaldi (1927–2003)

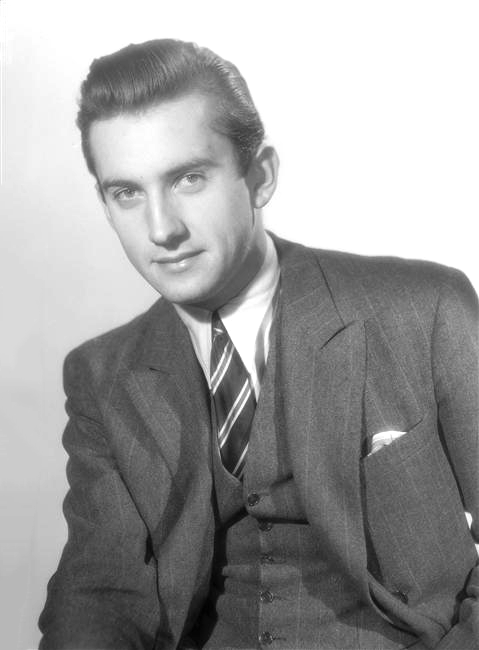
Daniel Ceccaldi (1927–2003)

- Ceccaldi, Mathieu (1893–1993), französischer Romanist, Lexikograf und Erforscher der korsischen Sprache
- Ceccaldi, Théo (* 1986), französischer Jazzmusiker (Geige, Bratsche, Komposition)
- Ceccaldi, Valentin (* 1989), französischer Jazzmusiker (Cello, Komposition)
- Ceccardi, Susanna (* 1987), italienische Politikerin (Lega), MdEP
- Ceccarelli Catraro, Enzo (1918–1998), argentinischer römisch-katholischer Ordensgeistlicher, Apostolischer Vikar von Puerto Ayacucho
- Ceccarelli, André (* 1946), französischer Jazz- und Rockschlagzeuger
- Ceccarelli, Daniela (* 1975), italienische Skirennläuferin
- Ceccarelli, Edith (1908–2024), US-amerikanische Supercentenarian
- Ceccarelli, Giovanni (* 1967), italienischer Jazzmusiker (Piano, Komposition)
- Ceccarelli, Giuseppe (1889–1972), italienischer Journalist
- Ceccarelli, Isaiah (* 1978), kanadischer Jazzmusiker
- Ceccarelli, Luigi (* 1953), italienischer Komponist und Mjsiker
- Ceccarelli, Mattia (* 1988), italienischer Triathlet
- Ceccarelli, Naddo, italienischer Maler
- Ceccarelli, Pietro (1934–1993), italienischer Stuntman und Schauspieler
- Ceccarelli, Samuele (* 2000), italienischer Leichtathlet
- Ceccarelli, Sandra (* 1967), italienische Schauspielerin
- Ceccarelli, Ugo (1911–1940), italienischer Moderner Fünfkämpfer
- Ceccarini, Lucio (1930–2009), italienischer Wasserballspieler
- Ceccarini, Piero (* 1953), italienischer Fußballschiedsrichter
- Ceccarini, Sebastiano (1703–1783), italienischer Porträtmaler
- Ceccaroni, Massimo (* 1968), Schweizer Fußballspieler und Fußballtrainer
- Ceccaroni, Stefano (* 1961), schweizerisch-italienischer Fußballspieler und -trainer
- Ceccarossi, Domenico (1910–1997), italienischer Hornist
- Ceccato, Aldo (* 1934), italienischer Dirigent
- Ceccherini, Federico (* 1992), italienischer Fußballspieler
- Ceccherini, Massimo (* 1965), italienischer Schauspieler und Filmregisseur
- Ceccherini, Sante (1863–1932), italienischer Generalleutnant und Fechter
- Cecchetti, Alberto (* 1944), san-marinesischer Politiker
- Cecchetti, Bartolomeo (1838–1889), Direktor des Staatsarchivs in Venedig
- Cecchetti, Domenico (* 1941), san-marinesischer Radrennfahrer
- Cecchetti, Enrico (1850–1928), italienischer Balletttänzer und Pädagoge
- Cecchetti, Giorgio (* 1944), san-marinesischer Skirennläufer
- Cecchetti, Giovanni (1922–1998), US-amerikanischer Autor, Romanist und Italianist italienischer Herkunft
- Cecchi D’Amico, Suso (1914–2010), italienische Drehbuchautorin
- Cecchi Gori, Mario (1920–1993), italienischer Filmproduzent
- Cecchi, Adriano (1850–1936), italienischer Maler
- Cecchi, Alfredo (* 1875), italienischer Opernsänger (Tenor)
- Cecchi, Anna Maria (1943–2021), italienische Schwimmerin
- Cecchi, Antonio (1849–1896), italienischer Entdecker, Seeoffizier und Afrika-Forscher
- Cecchi, Carlo (* 1939), italienischer Schauspieler
- Cecchi, Domenico, italienischer Opernsänger, Kastrat
- Cecchi, Emilio (1884–1966), italienischer Schriftsteller, Kunstkritiker, Drehbuchautor und Filmproduzent
- Cecchi, Leonardo (* 1998), italienischer Schauspieler und Sänger
- Cecchinato, Marco (* 1992), italienischer TennisspielerMarco Cecchinato (* 1992)

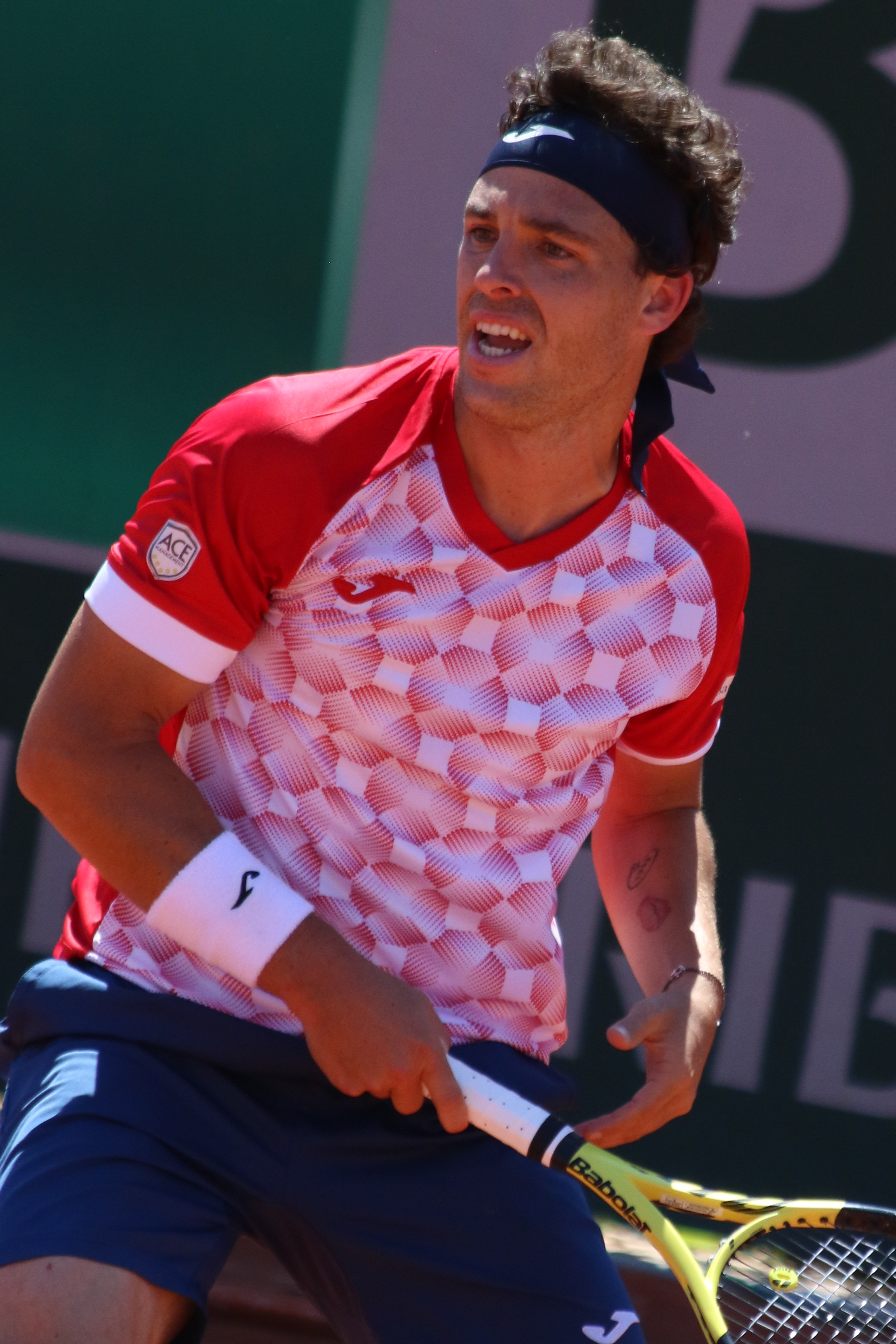
Marco Cecchinato (* 1992)

- Cecchinello, Lucio (* 1969), italienischer Motorradrennfahrer, -teambesitzer und -chef
- Cecchini Muller, Mateus (* 2003), brasilianischer Fußballspieler
- Cecchini, Domenico (1589–1656), italienischer Kardinal
- Cecchini, Elena (* 1992), italienische Radrennfahrerin
- Cecchini, Graziano (* 1953), italienischer Künstler und Aktivist
- Cecchini, Hobbes Dino (1906–1986), italienischer Drehbuchautor und Filmregisseur
- Cecchini, Mario (1933–2021), italienischer Geistlicher, römisch-katholischer Bischof von Fano-Fossombrone-Cagli-Pergola
- Cecchini, Michele (1920–1989), italienischer Geistlicher, römisch-katholischer Erzbischof und vatikanischer Diplomat
- Cecchini, Ramon (* 1990), Schweizer Fußballspieler
- Cecchini, Sandra (* 1965), italienische Tennisspielerin
- Cecchino, Tomaso (1583–1644), italienischer Komponist
- Ceccius Iustinus, Marcus, römischer Suffektkonsul (139)
- Cecco d’Ascoli (1269–1327), italienischer Dichter, Arzt, Astronom, Astrologe und Freidenker
- Cecco, Luciano De (* 1988), argentinischer Volleyballspieler
- Cecco, Raffaele (* 1967), britischer Computerspiele-Programmierer
- Ceccobelli, Bruno (* 1952), italienischer Bildhauer
- Ceccobelli, Mario (* 1941), italienischer römisch-katholischer Geistlicher, Bischof von Gubbio
- Ceccoli, Alvin (* 1974), australischer Fußballspieler
- Ceccoli, Antonio (* 1946), san-marinesischer Politiker
- Ceccoli, Edda (* 1947), san-marinesische Politikerin
- Ceccoli, Michele (* 1973), san-marinesischer Fußballspieler
- Ceccon, Kevin (* 1993), italienischer Automobilrennfahrer
- Ceccon, Thomas (* 2001), italienischer SchwimmerThomas Ceccon (* 2001)

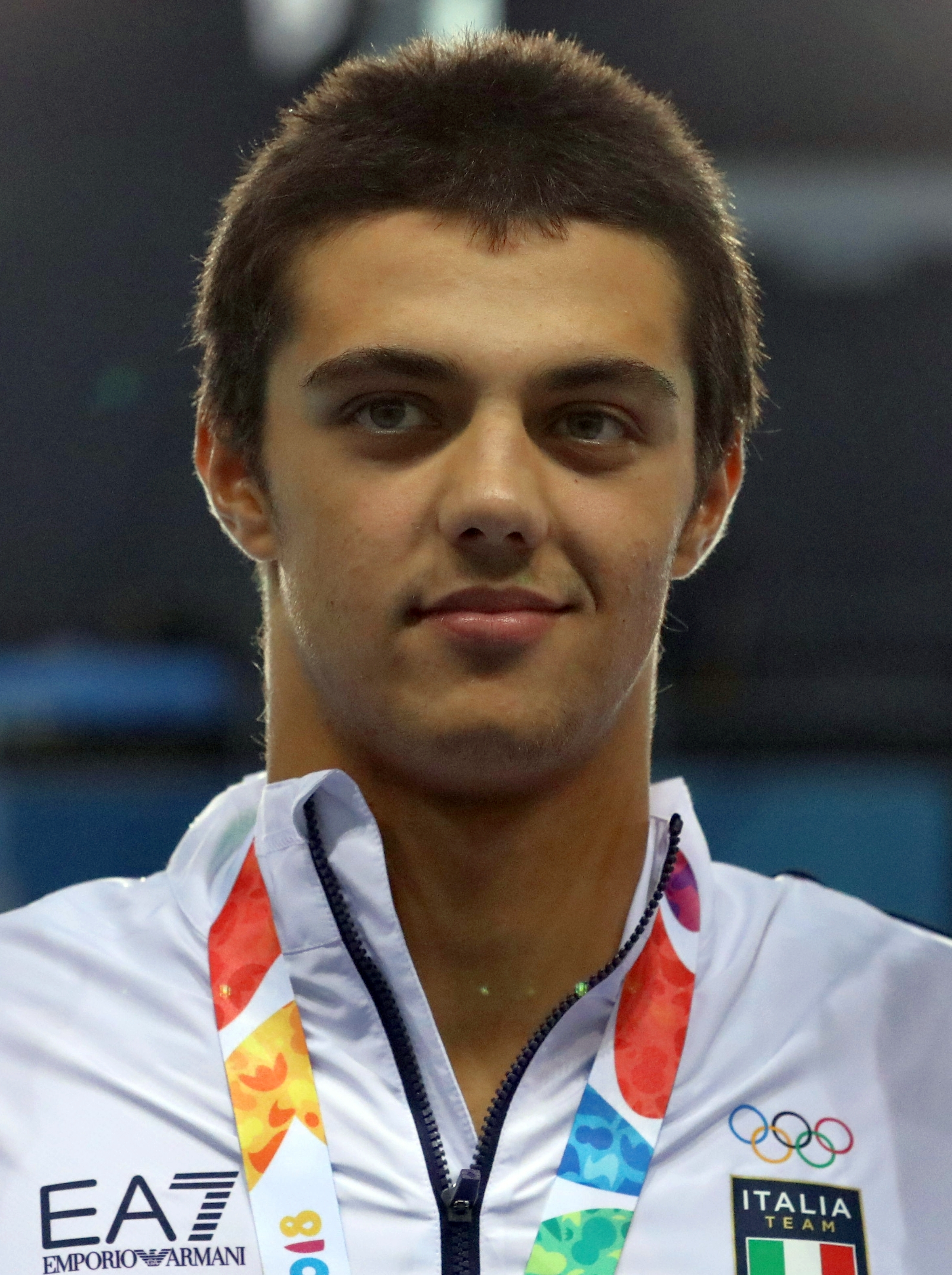
Thomas Ceccon (* 2001)

- Cecconi, Eugenio (1834–1888), italienischer Geistlicher und Kirchenhistoriker, Erzbischof von Florenz
- Cecconi, Martin Peñaloza (* 1999), deutsch-italienisch-venezolanische Schauspieler, Tänzer und Performancekünstler
- Cecconi-Botella, Monique (* 1936), französische Komponistin und Musikpädagogin
- Ceccotti, Claudio (* 1983), deutscher Basketballspieler

### Cece
- Cece, Felice (1936–2020), italienischer Geistlicher und römisch-katholischer Erzbischof von Sorrent-Castellammare di Stabia
- Ceceli, Mustafa (* 1980), türkischer Popmusiker
- Çeçen, Timo (* 1994), deutscher und turkischer Fußballspieler
- Cecere, Carlo (1706–1761), italienischer Komponist
- Cecere, Vito (* 1967), deutscher Diplomat, Politikwissenschaftler und HistorikerVito Cecere (* 1967)

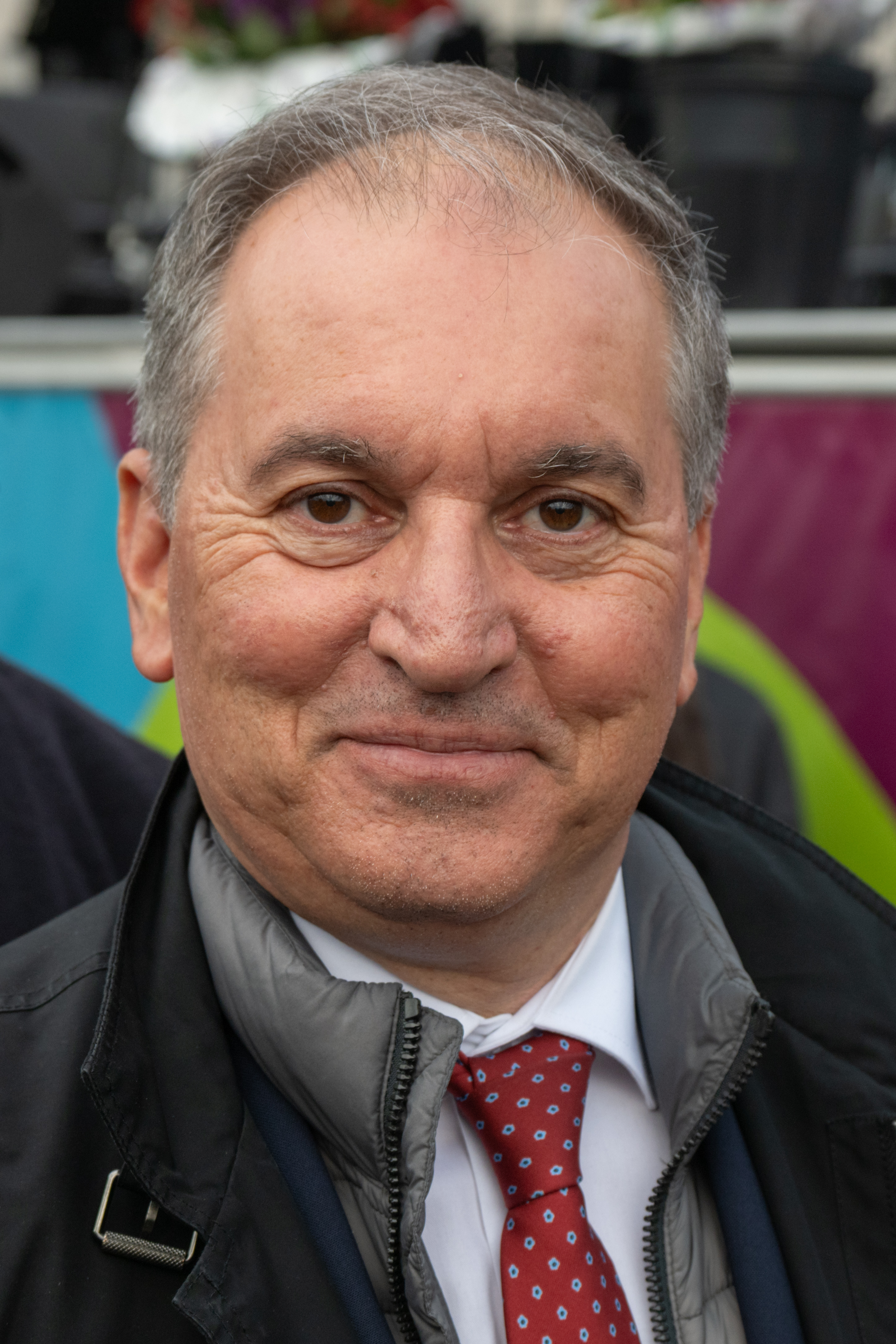
Vito Cecere (* 1967)

- Čečetka, František Josef (1871–1942), tschechischer Schriftsteller historischer Romane und Dramen für Jugendliche
- Cecetzin, Cristóbal de Guzmán († 1562), Gouverneur und Tlatoani von Tenochtitlan

### Cech
- Čech, Carl Otakar (1842–1895), Agrochemiker
- Cech, Christoph (* 1960), österreichischer Pianist, Komponist und Dirigent
- Cech, Donovan (* 1974), südafrikanischer Ruderer
- Čech, Eduard (1893–1960), tschechischer Mathematiker
- Čech, František (1898–1951), tschechischer Puppenspieler und Puppenspielautor
- Čech, František (1907–1975), tschechischer Komponist und Dirigent
- Čech, František (1929–1995), tschechischer Geochemiker und Mineraloge
- Čech, František Ringo (* 1943), tschechischer Schlagzeuger, Sänger, Songschreiber, Schauspieler, Maler und Schriftsteller
- Cech, Gisela (* 1945), österreichische Primaballerina
- Čech, Jakub (* 2000), tschechischer Journalist und Aktivist
- Cech, John (* 1944), US-amerikanischer Literaturwissenschaftler
- Čech, Marek (* 1976), tschechischer Fußballtorhüter
- Čech, Marek (* 1983), slowakischer Fußballspieler
- Čech, Martin (1976–2007), tschechischer Eishockeyspieler
- Čech, Miloš (1855–1922), tschechischer Bischof der Alt-Katholischen Kirche
- Cech, Miya (* 2007), US-amerikanische Schauspielerin
- Čech, Petr (1944–2022), tschechischer Hürdenläufer
- Čech, Petr (* 1982), tschechischer FußballtorwartPetr Čech (* 1982)

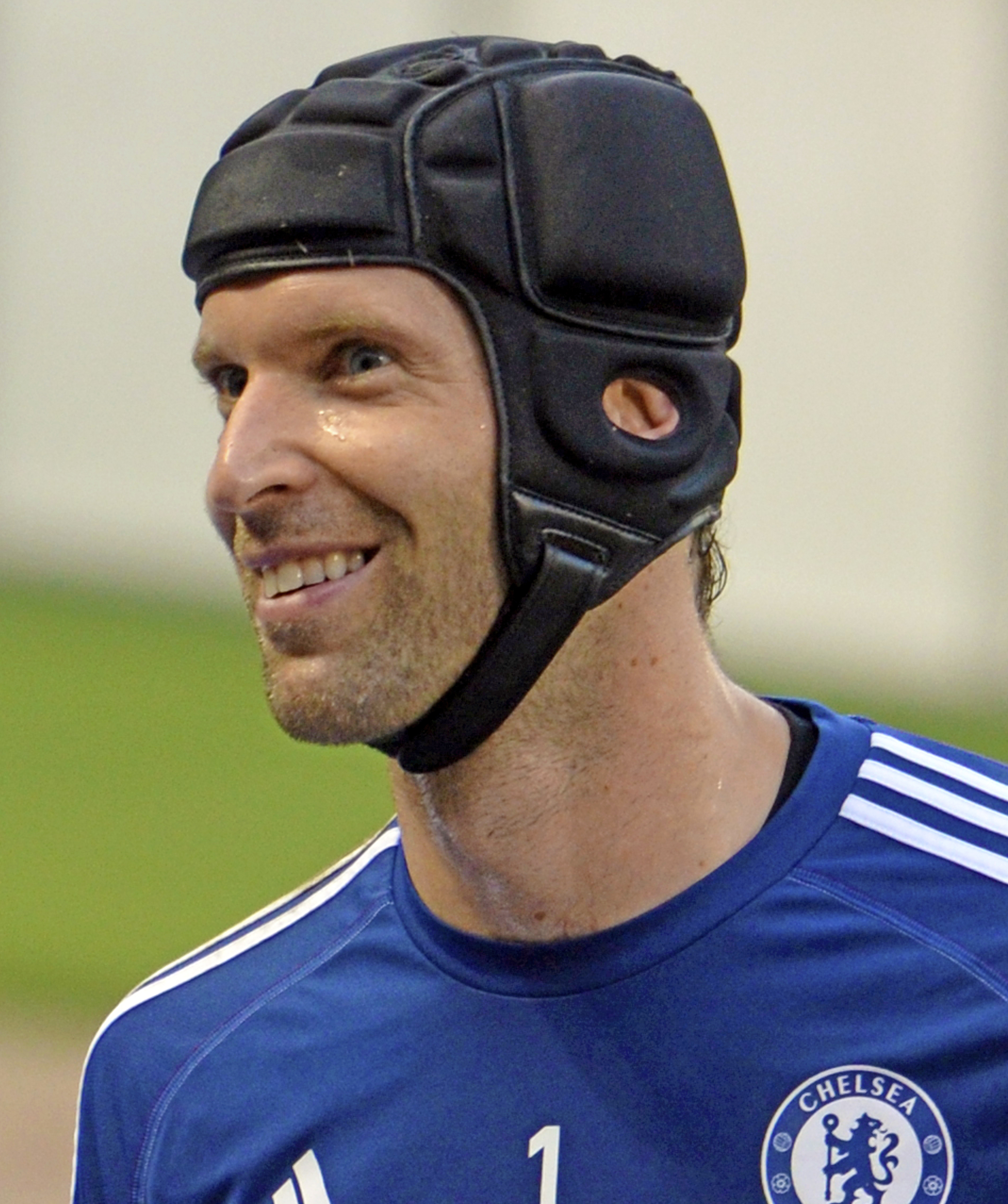
Petr Čech (* 1982)

- Čech, Svatopluk (1846–1908), tschechischer Journalist, Schriftsteller und Dichter
- Čech, Svatopluk (* 1946), tschechischer Klarinettist, Saxophonist und Arrangeur
- Čech, Svatopluk (* 1947), tschechischer Fagottist, Bassgitarrist und Rocksänger
- Cech, Thomas R. (* 1947), US-amerikanischer Chemiker, Nobelpreisträger für Chemie
- Čech-Vyšata, František (1881–1942), tschechischer Reiseschriftsteller
- Cechal, Franziska (1909–2002), österreichische Gerechte unter den Völkern
- Čechal, Matěj (* 2005), tschechischer Fußballspieler
- Cechinato, Ranielli José (* 1970), brasilianischer Fußballspieler
- Čechman, Martin (* 1998), tschechischer Bahnradsportler
- Čechmánek, Roman (1971–2023), tschechischer Eishockeytorwart und -trainer
- Čechová, Dana (* 1983), tschechische Tischtennisspielerin
- Čechová, Jitka (* 1971), tschechische Pianistin
- Čechová, Kateřina (* 1988), tschechische Sprinterin
- Čechová, Růžena (1861–1921), tschechische Schriftstellerin
- Čechura, Vladimír (1931–2013), tschechischer Eishockeyspieler und -trainer

### Ceci
- Ceci, Cody (* 1993), kanadischer Eishockeyspieler
- Ceci, Davide (* 1993), italienischer Bahnradsportler
- Ceci, Francesco (* 1989), italienischer Bahnradsportler
- Ceci, Luca (* 1988), italienischer Bahnradsportler
- Ceci, Pomponio († 1542), römisch-katholischer Kardinal
- Ceci, Vincenzo (* 1964), italienischer Bahnradsportler
- Cecil, Anthony, 4. Baron Rockley (* 1961), britischer Peer
- Cecil, Brownlow, 2. Marquess of Exeter (1795–1867), britischer Peer, Hofbeamter und Politiker (Tories)
- Cecil, Brownlow, 4. Marquess of Exeter (1849–1898), britischer Peer
- Cecil, Brownlow, 8. Earl of Exeter (1701–1754), britischer Peer und Politiker
- Cecil, Brownlow, 9. Earl of Exeter (1725–1793), britischer Peer und Politiker
- Cecil, Charles (* 1962), britischer Spieleentwickler
- Cecil, Charles O. (* 1940), US-amerikanischer Diplomat
- Cecil, Charles, Viscount Cranborne († 1660), englischer Adliger und Politiker
- Cecil, David († 1540), englischer Politiker, Adliger und Höfling walisischer Herkunft
- Cecil, David (1902–1986), britischer Schriftsteller
- Cecil, David, 3. Earl of Exeter († 1643), englischer Peer und Politiker
- Cecil, David, 6. Marquess of Exeter (1905–1981), britischer Leichtathlet, Präsident der IAAF und Politiker, Mitglied des House of Commons
- Cecil, Derek (* 1973), US-amerikanischer Schauspieler
- Cecil, Edward, 1. Viscount Wimbledon (1572–1638), englischer Militär und Parlamentsabgeordneter
- Cecil, Evelyn, 1. Baron Rockley (1865–1941), britischer Politiker
- Cecil, Henry, 1. Marquess of Exeter (1754–1804), britischer Politiker und Peer
- Cecil, Hugh, 1. Baron Quickswood (1869–1956), britischer Politiker, Mitglied des House of Commons
- Cecil, James, 1. Marquess of Salisbury (1748–1823), britischer Politiker und Peer
- Cecil, James, 3. Baron Rockley (1934–2011), britischer Peer, Geschäftsmann und Politiker (parteilos)
- Cecil, James, 3. Earl of Salisbury (1646–1683), englischer Peer und Politiker
- Cecil, James, 4. Earl of Salisbury († 1694), englischer Politiker und Peer
- Cecil, James, 5. Earl of Salisbury (1691–1728), britischer Politiker und Peer
- Cecil, James, 6. Earl of Salisbury (1713–1780), britischer Peer und Politiker
- Cecil, John, 4. Earl of Exeter (1628–1678), englischer Peer und Politiker
- Cecil, John, 5. Earl of Exeter († 1700), englischer Peer und Politiker
- Cecil, John, 6. Earl of Exeter (1674–1721), britischer Peer und Politiker
- Cecil, John, 7. Earl of Exeter (1700–1722), britischer Peer und Politiker
- Cecil, Jonathan (1939–2011), britischer Schauspieler
- Cecil, Mallory (* 1990), US-amerikanische Tennisspielerin
- Cecil, Martin, 7. Marquess of Exeter (1909–1988), englisch-kanadischer Peer, Viehzüchter und Religionsführer
- Cecil, Mary, 2. Baroness Amherst of Hackney (1857–1919), britische Amateur-Archäologin
- Cecil, Michael, 8. Marquess of Exeter (* 1935), britischer Peer, Geschäftsmann, Dozent und Politiker
- Cecil, Nora (1878–1951), englisch- (oder irisch-)stämmige US-amerikanische Schauspielerin
- Cecil, Richard († 1553), englischer Adliger und Höfling
- Cecil, Richard (1570–1633), englischer Politiker
- Cecil, Robert, 1. Earl of Salisbury (1563–1612), englischer Staatsmann
- Cecil, Robert, 1. Viscount Cecil of Chelwood (1864–1958), britischer Politiker und Diplomat, FriedensnobelpreisträgerRobert Cecil, 1. Viscount Cecil of Chelwood (1864–1958)

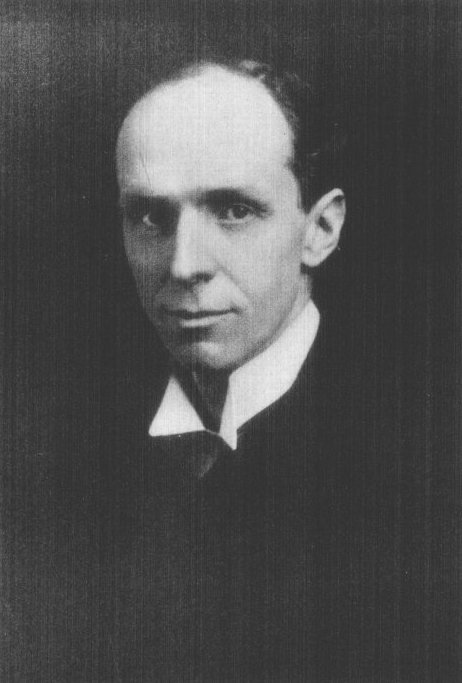
Robert Cecil, 1. Viscount Cecil of Chelwood (1864–1958)

- Cecil, Robert, 2. Baron Rockley (1901–1976), britischer Politiker
- Cecil, Thomas, 1. Earl of Exeter (1542–1623), englischer Militär und Politiker
- Cecil, William (1854–1943), britischer Adliger und Militär
- Cecil, William (1886–1914), britischer Adliger und Militär
- Cecil, William, 1. Baron Burghley (1521–1598), englischer Politiker und Staatsmann
- Cecil, William, 16. Baron Ros (1590–1618), englischer Peer
- Cecil, William, 2. Earl of Exeter (1566–1640), englischer Politiker und Peer
- Cecil, William, 2. Earl of Salisbury (1591–1668), englischer Peer und Politiker
- Cecil, William, 3. Baron Amherst of Hackney (1912–1980), britischer Peer und Politiker
- Cecil, William, 3. Marquess of Exeter (1825–1895), britischer Peer und Politiker der Conservative Party
- Cecil, William, 5. Marquess of Exeter (1876–1956), britischer Peer
- Cécile de Normandie († 1126), Tochter von Wilhelm dem Eroberer, Abtissin in Caen
- Cecilia Johansdotter, Königin von Schweden
- Cecilía Rán Rúnarsdóttir (* 2003), isländische Fußballtorhüterin
- Cecilía Sigurðardóttir, Königstochter und Königsmutter
- Cecilia von Griechenland (1911–1937), Prinzessin von Griechenland und Dänemark
- Cecilie zu Mecklenburg (1886–1954), letzte Kronprinzessin des deutschen KaiserreichsCecilie zu Mecklenburg (1886–1954)

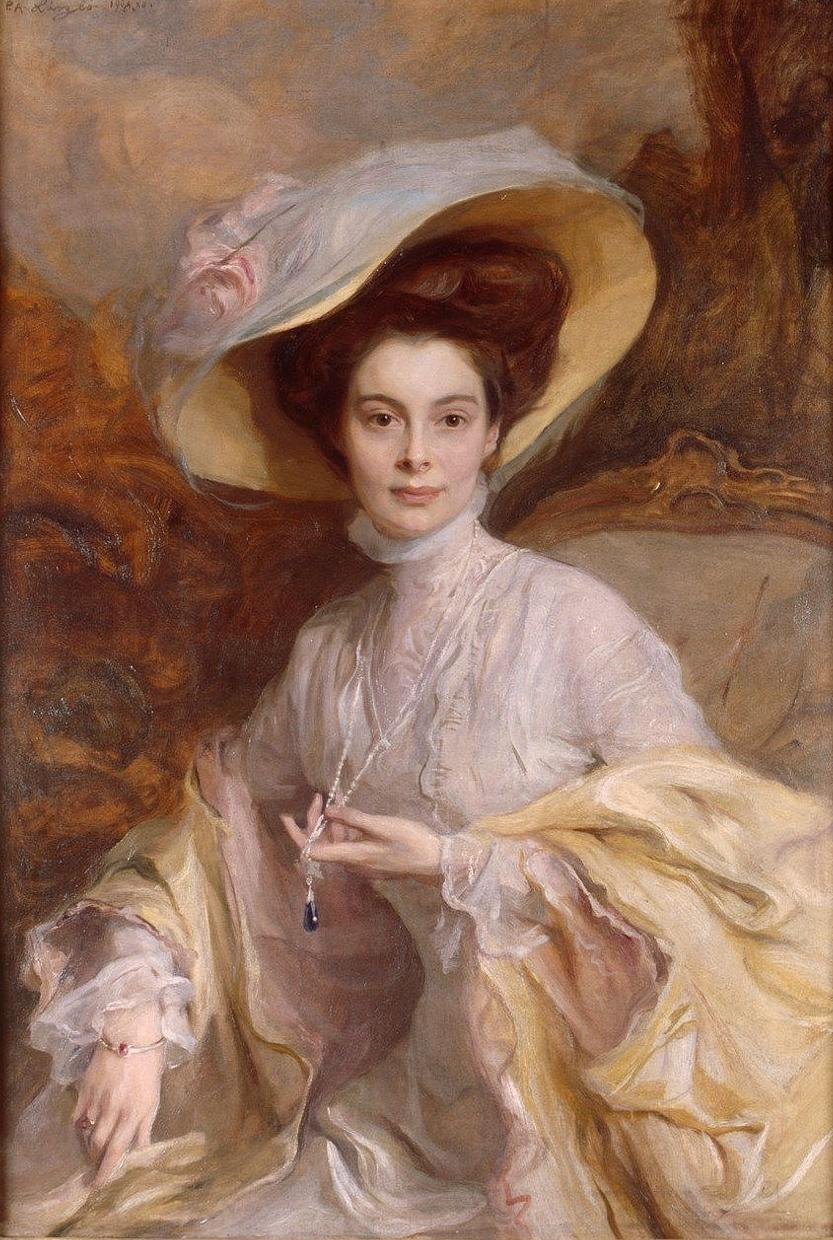
Cecilie zu Mecklenburg (1886–1954)

- Cecilio, Lionel (* 1983), französischer Theater- und Filmschauspieler, Theaterautor und Synchronsprecher
- Cecílio, Toninho (* 1967), brasilianischer Fußballspieler
- Cecini, Livio (* 1976), Schweizer Schauspieler und Musicaldarsteller
- Cecioni, Adriano (1836–1886), italienischer Maler

### Ceck
- Cęckiewicz, Witold (1924–2023), polnischer Architekt und Bildhauer

### Ceco
- Cecon, Andrea (* 1970), italienischer Nordischer Kombinierer
- Cecon, Federico (* 1994), italienischer Skispringer
- Cecon, Francesco (* 2001), italienischer Skispringer
- Cecon, Mario, italienischer Skispringer
- Cecon, Roberto (* 1971), italienischer Skispringer
- Ceconi, Giacomo (1833–1910), italienisch-österreichischer Bauunternehmer und Eisenbahnpionier
- Ceconi, Jakob (1857–1922), österreichischer Baumeister und Architekt
- Ceconi, Karl (1884–1946), österreichischer Baumeister und Architekt
- Ceconi, Valentin (1827–1888), österreichischer Baumeister und Architekt
- Cecotto, Johnny (* 1956), venezolanischer RennfahrerJohnny Cecotto (* 1956)

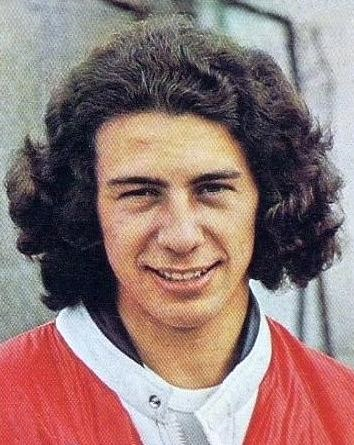
Johnny Cecotto (* 1956)

- Cecotto, Johnny junior (* 1989), venezolanischer Automobilrennfahrer